# František Jákl
František Jákl (* 21. listopadu 1940 Písek – 24. srpna 2010 Praha) byl český mistr bojových umění (7. Dan ČSJu), herec – kaskadér a bývalý zápasník–judista a profesionální trenér. 

## Sportovní kariéra
Narodil se v Písku do umělecko-sportovní rodiny, ale vyrůstal v Karlových Varech. Oba rodiče (František a Jarmila) se pohybovali okolo koní a jezdeckého sportu. Od mala tak jezdil na koni a v jezdectví získal v mladším věku řadu ocenění – např. titul dorosteneckého mistra Čech v drezuře. V školském věku chtěl být také hráč stolního tenisu nebo hokejistou. Po přijetí na střední průmyslovou školu v Chomutově začal s tréninkem juda u Jaroslava Zetka v TJ VŽT Chomutov. Tento v Evropě mladý a zatím neolympijský sport ho uchvátil natolik, že chvaty které se naučil začal zkoušet po příjezdu domů do Karlových Varů na svém mladším bratru Petrovi.
Na podzim 1960 nastoupil vysokoškolské studium do Prahy na FEL ČVUT a přestoupil do vysokoškolského klubu TJ Slávia Praha VŠ k trenéru Jiřímu Mašínovi. Nastupoval v lehké váze do 68 kg (později 70 kg) a byl především platným členem ligového družstva. V roce 1964 poprvé a naposled reprezentoval na mistrovství Evropy ve východním Berlíně. Původně byl náhradníkem, ale protože se turnaj ME konal poprvé na socialistickém území, vedení ČSTV se rozhodlo vyslat početnou výpravu autokary. Nastoupil v otevřené třídě (open) lehké váhy do 68 kg a prohrál v úvodním kole s Rakušanem Karlem Reisingerem. Jeho největším mezinárodním úspěchem je titul akademického mistra Evropy s družstvem z roku 1964 a třetí místo na akademickém mistrovství světa v Praze v roce 1966.
V roce 1967 promoval na univerzitě a nastoupil základní vojenskou službu v Plzni, kde bylo situováno armádní sportovní judistické družstvo (ASD) vedené Jiřím Synkem. Po půl roce služby zažil v roce 1968 převelení ASD z Plzně na Slovensko do Banské Bystrice. Ani na vojně se však v reprezentaci výrazně neprosadil. Po návratu do civilu se již zaměřil na trenérskou práci. Jeho prvním svěřencem byl mladší bratr Petr.

### Výsledky
| Turnaj             | Turnaj             | 1960                | 1961                | 1962                | 1963                | 1964                | 1965                | 1966                | 1967                | 1968                | 1969                | 1970                | 1971                | 1972                |
| Turnaj             | Turnaj             | 20                  | 21                  | 22                  | 23                  | 24                  | 25                  | 26                  | 27                  | 28                  | 29                  | 30                  | 31                  | 32                  |
| Turnaj             | Turnaj             | –68 kg (lehká váha) | –68 kg (lehká váha) | –68 kg (lehká váha) | –68 kg (lehká váha) | –68 kg (lehká váha) | –70 kg (lehká váha) | –70 kg (lehká váha) | –70 kg (lehká váha) | –70 kg (lehká váha) | –70 kg (lehká váha) | –70 kg (lehká váha) | –70 kg (lehká váha) | –70 kg (lehká váha) |
| ------------------ | ------------------ | ------------------- | ------------------- | ------------------- | ------------------- | ------------------- | ------------------- | ------------------- | ------------------- | ------------------- | ------------------- | ------------------- | ------------------- | ------------------- |
| Olympijské hry     | Olympijské hry     |                     |                     |                     |                     | —                   |                     |                     |                     |                     |                     |                     |                     | —                   |
| Mistrovství světa  | Mistrovství světa  |                     |                     |                     |                     |                     | —                   |                     | —                   |                     | —                   |                     | —                   |                     |
| Mistrovství Evropy | A:                 | —                   | —                   | —                   | —                   | —                   | —                   | —                   | —                   | —                   | —                   | —                   | —                   | —                   |
| Mistrovství Evropy | O:                 | —                   | —                   | —                   | —                   | úč.                 | —                   | —                   | —                   | —                   | —                   | —                   | —                   | —                   |
| Akademické MS /AME | Akademické MS /AME |                     |                     |                     |                     | úč.                 |                     | úč.                 |                     |                     |                     |                     |                     |                     |
| Mistrovství ČSSR   | Mistrovství ČSSR   | 3.                  | n/a                 | n/a                 | n/a                 | n/a                 | n/a                 | n/a                 | n/a                 | 5.                  | n/a                 | n/a                 | 4.                  | n/a                 |

## Trenérská práce
Trenérské práci se začal věnovat od druhé poloviny šedesátých let dvacátého století v domácím oddíle TJ Slavia VŠ Praha. Jeho trenérským vzorem byl Karel Zrůbek a prvním mediálně známým svěřencem Petr Jákl st. Jako profesionál se začal trénování věnovat od roku 1975, kdy při TJ Slávia VŠ Praha vzniklo středisko vrcholového sportu MŠ ČSR (SVS MŠ ČSR). V SVS působil společně s mladším bratrem Petrem. Na rozdíl od bratra byl typem trenéra, který byl denně se svými svěřenci na tatami – obrazně řečeno na krku píšťalka, v levé ruce stopky a v pravé rákoska.
| „                                   | Mým největším problémem v začátcích trenérské dráhy bylo poznat psychiku jednotlivých borců, přesvědčit je, že jsem trenér a že musejí mé příkazy a rozhodnutí respektovat. Důležité je znát povahu závodníka, jeho zázemí, a trenér musí přihlížet i k jeho dosavadním úspěchům a k věku. Musí umět ocenit snahu, aktivní přístup k tréninku, třebaže výsledky zatím této snaze neodpovídají. | “ |
| — Československý sport, 20. 4. 1985 | |   |

Stopy jeho trenérské práce si během dvaceti let (1974-1994) od vzniku SVS MŠ ČSR (později VSC Viktoria) sebou nesli například Vladimír Bárta (akademický mistr světa (AMS)), Jiří Sosna (mistr Evropy), Petr Šedivák (medailista z ME a AMS), Jaromír Lauer (reprezentant, nástupce v roli trenéra), Vilém Šefl (bohém) a také jeho syn Tomáš Jákl nebo synovec Petr Jákl ml.
Jeho trenérskou práci od roku 1995 limitovala vážná nemoc, se kterou bojoval dlouhých 16 let. Zemřel koncem léta 2010 v nedožitých 70 letech.

## Práce pro film
Od 1966 byl členem československé kaskadérské skupiny vzniklé kolem Jaroslava Tomsy. Zahrál si také v několika filmech ve vedlejších rolích. Zahrál si judistického trenéra ve filmu Jemné umění obrany (1987).